# Рудольф Безель
Рудольф Безель (нім. Rudolf Besel; 26 травня 1895 — 7 вересня 1918) — німецький льотчик-ас, унтерофіцер Імперської армії.

## Біографія
Учасник Першої світової війни, у 1917/18 роках служив пілотом у баварській охоронній ескадрильї. Літаючи зі спостерігачем Ф. Байром, 18 серпня 1917 року збив свою першу ціль, а пізніше, вже з унтерофіцером Дюшнером як стрільцем, здобув ще чотири перемоги. Загинув у бою.